# Cenaclul Universitas
Universitas a fost numele unui cenaclu literar care a activat între 1983 și 1990 la București. Conducătorul cenaclului a fost criticul și prof. univ. Mircea Martin.

## Scurt istoric
Cenaclul Universitas a fost înființat în 1983, la inițiativa unui grup de studenți de la Facultatea de Istorie-Filosofie și Facultatea de litere a Universității București. Ședințele cenaclului literar s-au ținut în Str. Schitu Măgureanu, în localul Centrului cultural universitar, București, de regulă, o dată pe săptămână, vinerea, între orele 20-23, în perioada 1983-1990.

## Membri
- Adrian Alui Gheorghe
- George Ardeleanu
- George Arun
- Vasile Baghiu
- Daniel Bănulescu
- Andrei Bodiu
- Dan-Silviu Boerescu
- Iulian Costache
- Andrei Damian
- Caius Dobrescu
- Aurel Dumitrașcu (1955-1990)
- Filip Florian
- Ramona Fotiade
- Mihail Galațanu
- Horia Gârbea
- Valentin Iacob
- Marian Ilea
- David Ioachim
- Augustin Ioan
- Roxana Iordache
- Sorin Matei
- Anca Mizumschi
- Carmen Mușat
- Mihai-Vlad Niculescu
- Fevronia Novac
- Marius Oprea
- Iustin Panța
- Cristian Pavel
- Petruț Pârvescu
- Răzvan Petrescu
- Ioan Es. Pop
- Cristian Popescu (1959-1995)
- Simona Popescu
- Andreea Pora
- Răzvan Rădulescu
- Dinu Regman (1957-1986)
- Radu Sergiu Ruba
- Gabriel Stănescu
- Saviana Stănescu
- Sergiu Stefănescu
- Bogdan Teodorescu
- Doina Tudorovici
- Eugenia Țarălungă
- Cătălin Țârlea
- Nicolae Țone
- Traian Ungureanu
- Lucian Vasilescu
- Ovidiu Verdeș
- Paul Vinicius